# La Chanson du rouet
La Chanson du rouet, op. 24, est une œuvre de la compositrice Mel Bonis, datant de 1895.

## Composition
Mel Bonis compose sa Chanson du rouet pour piano en 1895. Elle publie l'œuvre la même année aux éditions Alphonse Leduc. L'œuvre est rééditée par la maison Armiane en 2006.
Une allusion autobiographique pourrait être présente dans cette pièce. En effet, en novembre 1881, le chanteur Amédée-Louis Hettich avait demandé la main de Mel Bonis à ses parents, qui refusèrent et retirèrent la compositrice du Conservatoire. De plus, le 14 avril 1883 était créé, à l'Opéra-Comique de Paris, l'opéra Lakmé, de Léo Delibes, où un ténor chante son amour pour une femme que les conventions sociales empêchent d'approcher. À l'époque de ses études au Conservatoire, Bonis écrit aussi des mélodies sur des textes de Hettich : Villanelle et Sur la plage. Elle les fait publier aux éditions Léon Grus en 1884, et les dédie à deux chanteurs de l'Opéra-Comique : Jean-Alexandre Talazac, créateur du rôle de Gérald, et Arthur Cobalet, créateur du rôle de Nilakantha.

## Analyse
La Chanson du rouet s'inspire du poème éponyme de Leconte de Lisle, et décrit la routine des tâches ménagères. L'œuvre s'inscrit dans une esthétique française fin de siècle. La mélodie est jouée dans le registre grave, tandis que la main droite joue des figures d'accompagnement. François de Médicis fait un parallèle avec l'air de Gérald et Lakmé dans l'opéra éponyme de Léo Delibes. Cependant, les deux mélodies ont des métriques différentes, en 
 chez la compositrice, et en 
 chez le compositeur. Les deux mélodies suivent la même ligne. De même, la structure est semblable dans les deux passages, avec un antécédent et un conséquent. En revanche, Mel Bonis fait preuve d'une plus grande ingéniosité motivique dans l'accompagnement, qui se base sur les trois premières notes de la ligne mélodique. On pourrait voir la main gauche comme la chanson se détachant, tandis que la main droite, perpétuant son accompagnement, symbolise le rouet qui tourne inlassablement.

## Discographie
- Femmes de légende, par Maria Stembolskaia (piano), Ligia Digital LIDI 0103214-10, 2010, (OCLC 718391726)

## Sources
- Étienne Jardin, Mel Bonis (1858-1937) : parcours d'une compositrice de la Belle Époque, 2020 (ISBN 978-2-330-13313-9 et 2-330-13313-8, OCLC 1153996478, lire en ligne)